# Bernard Martin (athlétisme)
Pour les articles homonymes, voir Bernard Martin et Martin.
Bernard Martin (né le 19 février 1943) est un athlète français, spécialiste des épreuves de sprint.

## Biographie
Il se classe sixième du relais 4 × 400 mètres lors des championnats d'Europe de 1962, à Belgrade, aux côtés de Jean Bertozzi, Jean-Pierre Boccardo et Germain Nelzy.
Il participe aux Jeux olympiques de 1964 à Tokyo et se classe huitième de la finale du 4 × 400 m en compagnie de Michel Hiblot, Germain Nelzy et Jean-Pierre Boccardo.